# 龙兴 (南诏)
龙兴（810年—816年二月））是南诏劝龙晟的年号，共计7年。
諸葛元聲《滇史》記載「蒙氏八世勸龍晟，唐憲宗元和四年（809）立，改元龍興」，以改元龍興在809年。胡蔚《南詔野史》記載「勸龍晟，唐憲宗己丑元和四年（809）即位，年十二歲。唐冊襲封南詔王。明年（810），改元龍興。……憲宗丙申元和十一年（816），晟淫虐失道，弄棟節度使王嵯巔弒之，……在位七年」，以改元龍興在810年。《水目寺碑銘》記載「蓋水目山者，龍興四年甲午，乃普濟祖師之所作也」，以碑文推算改元龍興在811年。

## 纪年
| 龙兴 | 元年  | 二年  | 三年  | 四年  | 五年  | 六年  | 七年  |
| ---- | ----- | ----- | ----- | ----- | ----- | ----- | ----- |
| 公元 | 810年 | 811年 | 812年 | 813年 | 814年 | 815年 | 816年 |
| 干支 | 庚寅  | 辛卯  | 壬辰  | 癸巳  | 甲午  | 乙未  | 丙申  |

## 同期存在的其他政权年号
- 中國
  - 元和（806年—820年）：唐憲宗李純之年號
  - 正曆（795年—809年）：渤海国康王大嵩璘之年号
  - 永德（810年—812年）：渤海定王大元瑜之年號
  - 朱雀（813年—817年）：渤海僖王大言義之年號
  - 彝泰（815年—838年）：吐蕃可黎可足贊普赤祖德贊之年號
- 日本
  - 大同（806年—810年）：平安時代平城天皇之年號
  - 弘仁（810年—824年）：平安時代嵯峨天皇之年號